# 三間はるな
三間 はるな（みま はるな、1982年4月1日 - ）は、日本の女性声優、ナレーター。奈良県生駒市出身。キャラ所属。

## 出演
太字はメインキャラクター。

### テレビアニメ
- ハムリンズ（ソーセジータ）

### OVA
- MUNTO（日高ユメミ） - デビュー作[3]。

### ゲーム
- THE 恋愛シミュレーション 〜私におまカフェ〜（那護まろみ）
- すいすい Sweet 〜あまい恋の見つけ方〜（宮下美帆）
- ロックマンX8（2005年、パレット、ギガボルト・ドクラーゲン）
- 豪血寺一族 先祖供養（破鳥匠）
- GITADORA
- ロックマンX DiVE（2020年、パレット[6]）※ライブラリ音声

### パチンコ・パチスロ
- CR ゴーストバスターズ（ゴーザ、看護婦）
- Sister Quest（ステラ、シフォン）
- ジュマンジ（ピーター）
- ドルマッチ（レイチェル）

### CMナレーション
- 神戸市立須磨海浜水族園
- わんわんネバーランド
- 阪急三番街
- 近畿大学工学部
- エコーペットビジネス総合学院
- 辻学園
- 育英幼稚園
- ナカノ眼科
- ドラッグセガミ
- エレコム

### ラジオ
- Message On Air（エフエムさんだ）[7]
- HONEY SOUND 5（エフエムさんだ） - 「三間はるな・まうちゅう」名義で担当[8]。

### その他コンテンツ
- CO・OP共済（コーすけ）
- セキスイハイム（みらいおん）
- リクナビ「ウサギとカメとカレー」（カメッペ）
- わかさ生活「ソフィアローズ」（舞）
- DVD 列車大集合シリーズ（女の子）
- レイトロン（ロボット）
- 日本科学未来館 メディアラボ第11期展示「フカシギの数え方」[9]（おねえさん、少女、女子中学生、おねえさんロボット[10]）